# Antarctopelta
Antarctopelta („Antarktický štít“) je rod ptakopánvého dinosaura ze skupiny ankylosaurů. Zahrnuje jediný dosud popsaný druh (A. oliveroi), stanovený v roce 2006 na základě fosilií, objevených o dvacet let dříve v Antarktidě (geologické souvrství Snow Hill Island).

## Objev a popis
Antarctopelta žila v období pozdní křídy na území dnešního kontinentu Antarktidy, a je tak jedním z mála dinosaurů popsaných dosud z ledového kontinentu. Fosílie tohoto ankylosaura byly objeveny již v roce 1986, a staly se tak prvními známými dinosauřími pozůstatky z Antarktidy (tento rod je však až v pořadí druhým popsaným antarktickým dinosaurem, prvním je teropod Cryolophosaurus elliotti). Čtyřnohý, mohutný tvor měřil na délku mezi 4 až 6 metry a vážil kolem 350 kg. Jeho tělo chránily charakteristické kostěné desky. Zuby listovitého tvaru byly asymetrické. A. oliveroi vykazuje znaky dvou rozdílných čeledí ankylosaurů, což znesnadňuje její přesnější klasifikaci. Objeven byl v mořských sedimentech, což nasvědčuje možnosti, že šlo o mršinu splavenou do moře řekou.
Blízce příbuznými rody byly taxony Kunbarrasaurus z Austrálie a Stegouros z Chile.